# Келли, Дин
Дин Келли (англ. Melvin Dean Kelley, 23 сентября 1931, Монмут, Монмутшир — 13 января 1996, Morton, Иллинойс) — американский баскетболист, участник летних Олимпийских игр 1952 года в Хельсинки, олимпийский чемпион.

## Биография
Дин Келли, выпускник Канзасского университета 1953 года. Играл за команду этого университета «Канзас Джейхокс». Он четыре года играл в Caterpillar Diesels. На Панамериканских играх 1955 года он выиграл золото с командой США. Он и Боб Кенни были единственными олимпийцами в команде. Келли работал в компании Caterpillar Tractor Co., которая спонсировала его студенческую команду, и провёл в ней большую часть своей деловой карьеры.